# Stratená
Stratená (bis 1948 slowakisch „Ztratená“; deutsch Verlorenseifen, ungarisch Sztracena) ist eine Gemeinde in der Ostslowakei. Sie liegt im Tal der Hnilec (Göllnitz) im Gebirge Slowakisches Paradies, etwa 34 Kilometer nordwestlich von Rožňava entfernt.

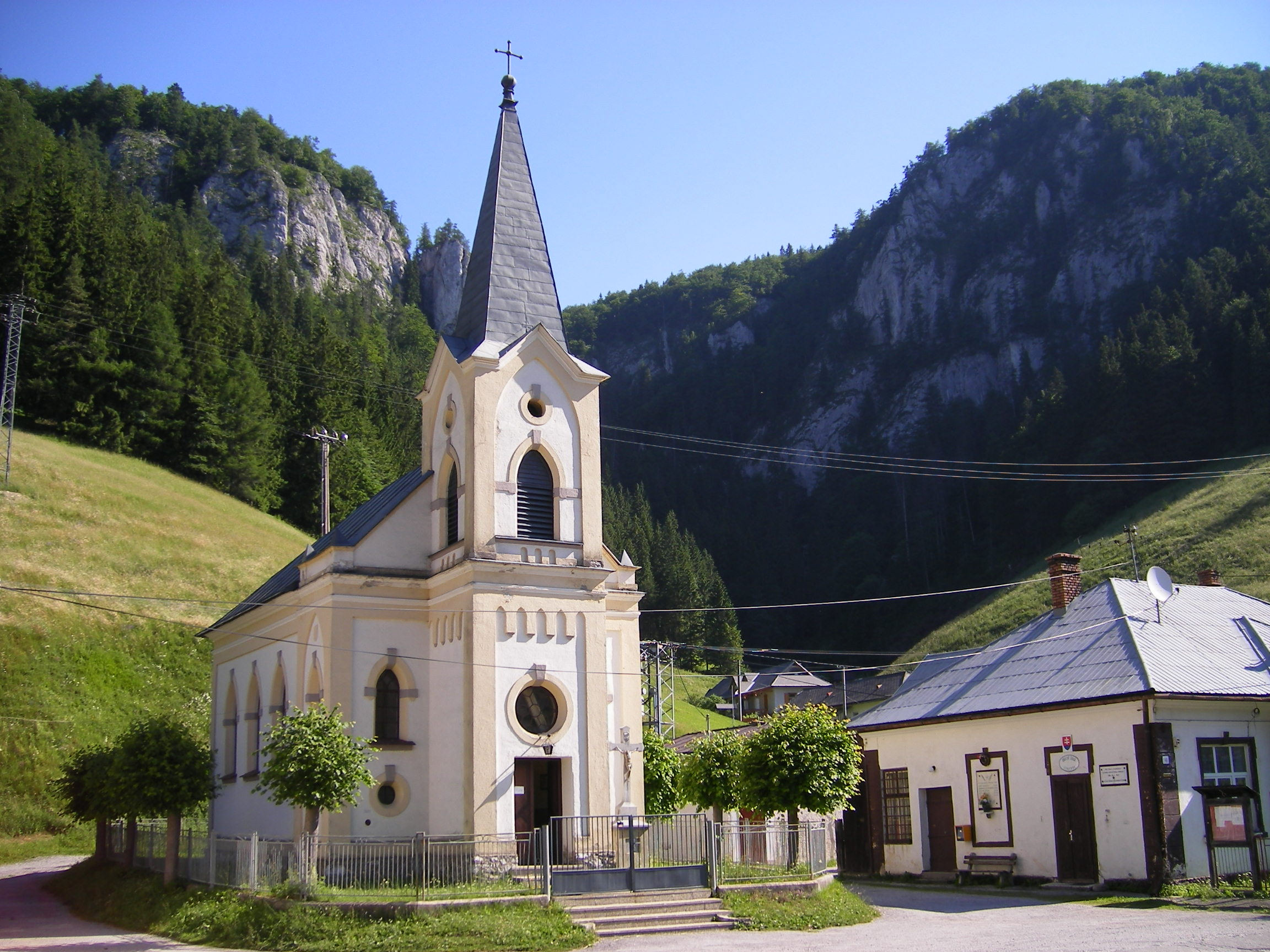
Kapelle im Ort

## Geschichte
Die Gemeinde ist relativ jung, sie wurde 1723 erstmals schriftlich erwähnt. Schon im 16. Jahrhundert wurde hier mit dem Abbau von Kupfer-, Nickel- und Kobalterzen begonnen, 1723 ließ die Familie Csáky hier Hochöfen zu deren Verhüttung einrichten. Diese gingen 1840 in den Besitz der Familie Coburg über. 1927 wurden die Eisenwerke wegen Unrentabilität geschlossen.

## Bevölkerung
| Jahr                | 1994 | 2004     | 2014    | 2024    |
| ------------------- | ---- | -------- | ------- | ------- |
| Anzahl der Personen | 194  | 140      | 128     | 119     |
| Unterschied         |      | −27,83 % | −8,57 % | −7,03 % |

| Jahr                | 2023 | 2024 |
| ------------------- | ---- | ---- |
| Anzahl der Personen | 119  | 119  |
| Unterschied         |      | +0 % |

## Sehenswürdigkeiten und Allgemeines
Sehenswert ist vor allem die katholische Kapelle von 1909, die im neogotischen Stil errichtet wurde und eine Plastik der knienden Maria Magdalena enthält.
Neben dem Hauptort gliedert sich die Gemeinde in den Ortsteil Dobšinská Ľadová Jaskyňa (deutsch Dobschauer Eishöhle), der talaufwärts westlich des Hauptortes liegt.
Der Ort ist auch ein Ausgangspunkt zu verschiedenen Schluchten im Nationalpark Slowakisches Paradies. Westlich des Ortes befindet sich ein 326 m langer Straßentunnel an der Hauptstraße 67. Des Weiteren besitzt die kleine Gemeinde einen Bahnhof bei der Eishöhle und eine Haltestelle beim Hauptort an der Bahnstrecke Margecany–Červená Skala.

## Name des Ortes
Der slowakische und deutsche Name gehen vom Begriff „verloren“ (slowakisch „stratený“) aus und beziehen sich auf die Karsterscheinungen in der Nähe des Ortes, wo ein Bach plötzlich verschwindet, also „verloren geht“ und an anderer Stelle unvermittelt wieder auftaucht. Das Wort „Seifen“ deutet hingegen auf die frühe Goldwäsche in der Gegend hin.